# Emancipator
Emancipator (ur. 27 maja 1987 w Nowym Jorku jako Douglas Appling) – amerykański muzyk, producent muzyczny i multiinstrumentalista, reprezentant amerykańskiego rocka elektronicznego. Uprawia muzykę z kręgu takich gatunków jak: trip hop, downtempo, ambient, chillout.

## Biografia i twórczość
Doug Appling dorastał w Wirginii. Do muzyki zachęcali go rodzice. Pomiędzy 4 a 12 rokiem życia uczył się gry na skrzypcach, po czym zainteresował się instrumentarium rock and rollowym: gitarą elektryczną, gitarą basową i perkusją opanowując grę na tych instrumentach. W liceum grał w post-punkowej grupie na perkusji. Zamiłowanie do muzyki elektronicznej odziedziczył po ojcu, który zgromadził kolekcję wykonawców tego gatunku począwszy od lat 70. (Kraftwerk aż do 90. (Orbital); po ojcu odziedziczył również zamiłowanie do klasyki rocka, jak Fleetwood Mac. Natomiast matce, która była wolontariuszką Korpusu Pokoju, zawdzięcza kontakt z afrykańską zanzą i egzotycznymi brzmieniami. Będąc studentem College’u of William & Mary grał w uczelnianych zespołach jam rockowych, pracując jednocześnie nad swym debiutanckim albumem. Studia ukończył z dyplomem w specjalności psychologia, ale uczęszczał również na zajęcia z muzyki.
Debiutancki album, wydany nakładem własnym pod pseudonimem Emancipator i zatytułowany Soon It Will Be Cold Enough, ukazał się w 2006 roku. Został nagrany z udziałem skrzypaczki Cindy Kao i gościnnie występującej wokalistki Thao Nguyen. Od strony muzycznej stanowił połączenie misternych rytmów z nastrojowymi fakturami dźwiękowymi.
W 2009 roku Emancipator przeprowadził się do Portland. W lipcu tego samym roku zadebiutował na żywo, jako muzyk otwierający koncerty Bonobo, odbył też tournée po Japonii. Występy te były dla niego ważne doświadczenie i stanowiły wstęp do kariery koncertowej. W 2010 wydał kolejny album, Safe in the Steep Cliffs, w którym szerzej wykorzystał instrumenty akustyczne oraz bardziej ambitne aranżacje i programowanie. W wywiadzie dla Alexandry Carelli stwierdził, iż wielką inspiracją jego muzyki jest natura. Takie tytuły, jak „Greenland”, „Nevergreen”, „Rattlesnakes” i „Hill sighed”, wynikły z próby refleksji nad naturalnymi cechami jego piosenek. Nastrój który emanował z jego muzyki, inspirowany był światem przyrody.
W 2011 ukazał się album Remixes, na który złożyły się jego remiksy nagrań takich muzyków jak Blockhead, czy Big Gigantic. W 2012 roku założył własną wytwórnię Loci Records, wydając muzykę tworzoną przez przyjaciół, jak Tor i Stev. Na trzecim albumie, Dusk to Dawn, wydanym w 2013 roku przez Loci Records wystąpił po raz pierwszy jego częsty współpracownik koncertowy, skrzypek Ilya Goldberg. Poza skrzypcami na albumie pojawiła się gitara akustyczna, syntezator Mooga, samplingi wokalne, ulotne dźwięki zanzy i perkusji.Emancipator występuje na koncertach z własnym zespołem, Emancipator Ensemble, koncertując często z takimi artystami jak Pretty Lights i Odesza.

## Dyskografia

### Albumy
Źródło:
- 2006 – Soon It Will Be Cold Enough
- 2010 – Safe In The Steep Cliffs
- 2011 – Remixes
- 2013 – Dusk to Dawn
- 2015 – Dusk to Dawn Remixes
- 2015 – Seven Seas
- 2015 – Live in Athens
- 2017 – Baralku
- 2020 – Mountain of Memory

### Single (Download)
Źródło:
- 2011 – „Free Downloads” (jako pliki MP3)
- 2011 – „Elephant Survival” (jako pliki MP3)
- 2015 – „Kids/Truman Sleeps” (jako pliki MP3)
- 2016 – „Maps & Father King”(jako pliki FLAC)
- 2017 – „Ghost Pong” (jako pliki FLAC)
- 2017 – „Goodness” (jako pliki FLAC)
- 2017 – „Baralku” (jako pliki FLAC)